# Палмер, Венди
Венди Палмер (англ. Wendy Palmer; родилась 12 августа 1974 года, Тимберлейк, штат Северная Каролина, США) — американская профессиональная баскетболистка, выступавшая в женской национальной баскетбольной ассоциации. Она была выбрана на драфте ВНБА 1997 года на втором этапе элитного раунда под девятым номером клубом «Юта Старз». Играла на позиции лёгкого форварда. После завершения игровой карьеры вошла в тренерский штаб команды NCAA «Кентукки Уайлдкэтс». В последнее время работала главным тренером студенческой команды «УНК Гринсборо Спартанс».

## Ранние годы
Венди Палмер родилась 12 августа 1974 года на невключённой территории Тимберлейк, Северная Каролина. Училась в средней школе Персон, находящейся в соседнем городке Роксборо, в которой выступала за местную баскетбольную команду.